# Гаврилова, Татьяна Андреевна
Татьяна Андреевна Гаврилова (3 ноября 1925, с . Малонизовцево, Курская губерния-?) — депутат Верховного Совета УССР, Герой Социалистического Труда (1973).

## Биография
В 1941 году окончила восьмилетнюю школу. С 1943 по 1946 год училась в Рыльском сельскохозяйственном техникуме, который окончила с отличием. 
С ноября 1946 по март 1951 года по направлению Киевского сахарносвекольного треста работала агрономом-энтомологом Березинского сахарокомбината Буцкого района. 
В 1951 году переведена на работу на Тальновский сахарный комбинат, где работала до 1969 года сначала агрономом, а затем главным агрономом.
В марте 1969 года избрана председателем колхоза «Достижение Октября», где работала до выхода на пенсию в 1988 году.
С 1969 по 1974 год училась на заочном отделении Уманского сельскохозяйственного института.
В 1967 году избрана депутатом Верховного Совета УССР 7-го созыва. В последующие годы избиралась депутатом Верховного Совета УССР 9, 10, 11-го созывов.

## Награды и отличия
- Медаль «Серп и Молот» (1973).
- 3 ордена Ленина (1966, 1971, 1973).
- Заслуженный работник сельского хозяйства УССР (1985).
- Почётный гражданин города Тальное (2000).